# Hexakord
| I denna artikel     |
| används tonnamnen   |
| B♭ och H.           |
| Se olika skrivsätt. |

Hexakord, även Hexachord (av latin Hexachordum, "sex strängar") är det medeltida tonsystem som utgick från en skala om sex toner.
Även om skalan med sex toner fanns redan på 900-talet, så var det Guido av Arezzo som på 1030-talet utvecklade ett system som gjorde det enkelt att komma ihåg vilka toner som var vilka i skalan. Han systematiserade skalan och utvecklade ett helt system för solmisation. Han använde sig då av hymnen Ut queant laxis som börjar på tonen C. Hymnens sex första fraser börjar på skaltonerna från C till A och bildar därmed tonerna i ett hexakord:
C: Ut queant laxis 
D: resonare fibris
E: mira gestorum
F: famuli tuorum
G: solve polluti
A: labii reatum,
G: Sancte Ioannes
Ut, re, mi, fa, sol, la kom därför att bli Guidos namn på tonerna i ett hexakord.
Guido utvecklade systemet så att det fanns tre olika hexakord: C-A, F-D och G-E. C-A kallades för hexachordum naturale, medan F-D kallades hexachordum molle (mjuk) och G-E hexachordum durum (hård). 
De två hexakorden molle och durum har fått sina namn på grund av att de använder varianter av tonen h. Durum-hexakordet använder det "naturliga" h medan molle-hexakordet använder en sänkt variant b, senare noterat B♭. Detta eftersom ett hexakord har ett halvtonsteg mellan tonerna mi och fa.
Anm: Hexachordum molle skall inte missuppfattas till att motsvara en mollskala. Den motsvarar i själva verket början på en skala i F-dur. Termen "moll" kom till senare, då man började använda sänkt variant på tersen.